# Cerro Gordo (Guanajuato)
Cerro Gordo es una localidad del estado mexicano de Guanajuato. Es parte del municipio de Salamanca.

## Demografía
| Gráfica de evolución demográfica |
|                                  |

| Censo | Población |
| ----- | --------- |
| 1900  | 451       |
| 1910  | 727       |
| 1921  | 417       |
| 1930  | 592       |
| 1940  | 458       |
| 1950  | 459       |
| 1960  | 550       |
| 1970  | 1 778     |
| 1980  | 1 922     |
| 1990  | 2 297     |
| 2000  | 4 479     |
| 2010  | 5 460     |
| 2020  | 5 465     |